# أشرف آوران
أشرف آوران (بالتركية: Eşref Üren)‏ هو رسام وكاتب تركى ولد عام 1897 في نيشان طاشى إسطنبول، توفي عام 1984 في أنقرة. أتم تعليمه الابتدائي والإعدادي في إسطنبول وبورصة. وداوم دراسته لفترة في المدرسة الثانوية غالطه سراي. ثم انتقل بعد ذلك إلى بورصة بسبب انتقال عائلته إليها والتي التحق فيها بكلية الزراعة. وببداية الحرب العالمية تم تجنيده برتبة ملازم احتياطى. بعد عام واحد تم تسريحه ثم عاد إلى بورصة. اتخذ أشرف آوران قراره بأن يصبح رساما وذلك عند لوحة الضريح الأخضر التي رسمها إبراهيم تشالى في مدينة بورصة. ويعبر عن تلك اللحظة قائلا قد تم تعينى في الحرب العالمية الأولى كملازم ثاني احتياطى. ذهبت إلى أمى في مدينة بورصة. قد شغفت بالأدب ورغم حبى الشديد للأدب إلا إننى لم أكتب شيئا لكنى قرأت ثلاث أو أربع مجلات أدبية. عند شعورى بالملل كنت أذهب في المساء إلى المنتزه في مدينة بورصة أقضى فيه وقتا ممتعا طيبا. وذات يوم ما ذهبت إلى المنتزه فوجدته مزدحما حيث كان هناك رجل جالس باتجاه الضريح الأخضر يرسم قد خرج جوربه من حذائه الممزق. اقتربت منه بمسافه كافية. نظرت إلى الرسم فوجدته أفضل من الضريح الأخضر ذاته. فقررت حينها أن اكون رساما. ظل فكرى مشغولا طوال الليل بهذا القرار حتى أدركنى الصباح. إستيقظت في الصباح ثم قلت لأمى _أنا ذاهب إلى إسطنبول. قالت_ ماذا ستفعل هناك؟ قلت سأذهب إلى مدرسة صنايا النفيسة. لم يقبل أشرف آوران في صنايا النفيسة لتقدم عمره لكنه داوم فيها حال كونه «طالب ضيف» من عام 1919 حتى عام1922. أصبح تلميذ لدى المعلمين حكمت أونات وإبراهيم تشالى.
وقد ترك تعليمه نتيجة للزى الموحد الذي كان في المدرسة. أخذ دروس فنيه خاصه للرسم من فيهمان دوران وإبراهيم تشالى ومعزز بأي. عاد من جديد إلى المدرسة وتم تسجيله كطالب رسمي بها في عام 1925. وبالقدر الذي كانت تحزنه كلمات أستاذ الورشة الفنية إبراهيم تشالى «لا جدوى يا أشرف لا جدوى» إلا انها أثارت حفيظته إلى الطريق الذي يجب عليه سلوكه. وبعد ذلك قد قال معلمه إبراهيم «أن لوحة أشرف لها نفس احساس موزارت» حينها قد فهم مدى افتخار معلمه به. في عام 1928 ذهب إلى باريس لتطوير ذاته. عمل في ورشه عمل فنية والذي كان يملكها أندريه لهوتيه. أثناء تواجده في متحف باريس للفنون الحديثة وجد إمكانية التدقيق والملاحظة للأعمال الانطباعية والرمزية. ثم عاد إلى وطنه في عام 1929. كونه معلما للرسم عمل معلم في المدارس في أرضروم وسيواس وذلك ما بين عامين 1930 إلى عام 1938. عندما عاد من باريس التي قد ذهب إليها مجددا مع زوجته عين في مدرسة ثانويه أتاتورك في أنقرة. لقد اشترك في معارض مجموعة دى التي أقيمت في أكاديمية الدولة للفنون الجميلة وصار عضوا بهذه المجموعة وكتب مقالات تتعلق بالمجموعه. أشترك في رحلات البلاد التي نظمتها مؤسسات تربوية خاصة بالتثقيف الريفي. في عام 1940 ذهب إلى يوزغات أما في عام 1943 ذهب إلى آغرى. ولقد إشترك في المعارض بمقالاته التي كتبها في رحلات البلاد وأحيل إلى التقاعد في عام 1955 من وظيفته في الدولة.
استمر تعليم أشرف آوران للرسم في كلية معارف بأنقرة ومدرسة ثانويه أتاتورك بأنقرة في الفترة ما بين 1956 حتى عام 1968، وفي هذه الأثناء استمر في منظمات النشر المتنوعة خلال فترة المقالات التي بدأ بكتاباتها في الجرائد القومية في عام 1932 إلى عام 1984. من خلال كلماته وتعليقات أشرف اوران يتضح انه شخصيه انطباعية ومن كلماته «بالنسبة للانطباعية هي التوافق والانسجام أي من قبل الألوان تكون منسجمة ومتوافقة مع بعضها البعض أي تناغم الألوان. باختصار يفترض القرب. لكن كل هذا لم يكن كافيا لجعلى انطباعيا. أما الذي جذبنى أكثر للانطباعية هي الأوضاع الأخرى التي يتناولها ألا وهي المناظر الخلابة في الهواء الطلق وتصوير ضوء الشمس». توفي أشرف اوران عام 1948 تاركا ثروة كبيرة من الأعمال الفنيه والأدبية

## الجوائز
- 1942 4.الجائزة الثالثة معرض الدولة للرسم والنحت
- 1945 7.الجائزة الثانية معرض الدولة للرسم والنحت
- 1964 25.الجائزة الأولى معرض الدولة للرسم والنحت